# Малогасвицкое
Малогасвицкое — село в Бузулукском районе Оренбургской области России. Входит в состав Подколкинского сельсовета.

## География
Село находится в западной части Оренбургской области, в пределах возвышенности Общий Сырт, в степной зоне, на берегах реки Бухаревка, на расстоянии примерно 20 км (по прямой) к северо-востоку от города Бузулук, административного центра района. Абсолютная высота — 82 м над уровнем моря.
Климат
Климат характеризуется как резко континентальный с морозной суровой зимой и жарким сухим летом. Среднегодовая температура составляет 4 °C. Средняя температура воздуха самого тёплого месяца (июля) — 21,9 °C; самого холодного (января) — −14,8 °C (абсолютный минимум — −43 °C). Безморозный период длится в течение 142 дней в году. Среднегодовое количество атмосферных осадков составляет 393 мм.
Часовой пояс
Село Малогасвицкое, как и вся Оренбургская область, находится в часовой зоне МСК+2. Смещение применяемого времени относительно UTC составляет +5:00.

## История
Основано в 1762 году выходцем из Курской губернии Василием Егоровичем Гасвицким, на землях, которые были пожалованы его отцу, майору Оренбургского казачьего войска Егору Ивановичу Гасвицкому.

## Население
| 2003 | 2010 |
| ---- | ---- |
| 101  | ↗138 |

Гендерный состав
По данным Всероссийской переписи населения 2010 года, в гендерной структуре населения мужчины составляли 50 %, женщины — соответственно также 50 %.
Национальный состав
Согласно результатам переписи 2002 года, в национальной структуре населения русские составляли 96 % из 120 чел.

## Известные уроженцы
- Калмыков, Борис Фёдорович (1925—1998) — советский военнослужащий, сержант. Полный кавалер ордена Славы.